# Botanic Garden (métro de Singapour)
Botanic Gardens est une station de métro à Singapour. 